# جامع عويسيان
جامع عويسيان من مساجد العراق القديمة التراثية التي بنيت في عهد الدولة العثمانية، ويقع بالقرب من جسر السراجي في قرية عويسيان التابعة لقضاء أبي الخصيب في محافظة البصرة، وشيد وبني في عام 1140هـ/1727م على نفقة أحد المحسنين، وفي عام 1340هـ/1921م جدد بناؤه وعمارتهُ من قبل أحد المحسنين في المنطقة، ثم هدم وأعيد بناؤه في عام 1420هـ/1999م، وفيهِ منارة حديثة البناء بأرتفاع 30 متر، كتب عليها تاريخ بناء الجامع وتاريخ تعميره وتجديده، وتبلغ مساحة مصلى الحرم 154 متر مربع بطول 11 متر وعرض 14 متر، وتحيط بمصلى الحرم النوافذ من ثلاث جهات يتوسطه محراب مستطيل الشكل وعن يمينه منبر ذو سياج خشبي صنع من الخشب الصاج، وغلف سقف الحرم بالسقوف الثانوية حديثاً، ومقابل الحرم باحة طارمة بعرض الحرم وبطول خمسة أمتار تقوم على أعمدة كونكريت وبجوار الطارمة ساحة واسعة تحتوي على مخزن. 
ومن أبرز من تولى منصب الإمامة فيه:
- الملا حسين دهاس.
- الملا عبد الرزاق دهاس.

وكان يرتاده العديد من مشايخ وعلماء منطقة أبو الخصيب ومنهم الشيخ عبد الكريم السبيعي، وتقام في المسجد حالياً صلاة الجمعة والصلوات الخمس المكتوبة، وكذلك دورات لتحفيظ القرآن الكريم ودروس عامة في الآداب والشريعة الإسلامية.